# ووسکژنگتس دوژه
ووسکژنگتس دوژه (به لاتین: Woskrzenice Duże) یک روستا در لهستان است که در گمینا بیاوا پودلاسکا واقع شده‌است.